# Чорлу
Чо́рлу (тур. Çorlu МФА: [ˈtʃoɾɫu]о файле) — крупнейший район (тур. ilçe «ильче») провинции Текирдаг, второе по величине городское поселение европейской части Турции после Стамбула, быстрорастущий промышленный центр, расположенный на традиционном пути, на протяжении тысячелетий соединяющем Европу и Азию.

## История
Племена фракийцев начали заселять эту территорию в IV тысячелетии до н. э. В результате миграции «народов моря» в XII веке до н. э. туда пришли фригийцы, а в VIII веке до н. э. там была основана греческая колония Цираллон (гр. Τζιραλλο, лат. Tzirallum). В Византии город был известен под названиями Τυρολόη, Τζουρουλός, Τσορούλη, Τζουρουλούπολις, Σύραλλον. Греч. Τυρολόη и лат. Zorolus и по сей день используются в именовании митрополичьего престола Вселенского патриархата и титулярного епископского престола Католической церкви соответственно.
Иногда Цираллум ассоциируют с Кенофруриумом, в котором в 275 году был убит Аврелиан, однако эта точка зрения представляется ошибочной, поскольку Итинерарий Антонина помещает Кенофруриум в 36 римских милях (53 км) ближе к Византию, чем Цираллум, да и на Пейтингеровой скрижали оба города показаны на расстоянии друг от друга. По уточнённым данным Кенофруриум располагался в районе современной деревни Синекли в стамбульском районе Силиври.
Вместе с Анатолией Фракия была завоёвана персами в 546 году до н. э. После уходов персов из Фракии местные племена образовали союзное Одрисское царство. В IV веке до н. э. оно было включено в состав Македонии, сохранив некоторую автономию вплоть до прихода римлян в I веке до н. э. Диоклетиан преобразовал римскую провинцию Фракия во Фракийский диоцез префектуры Восток, разделив на четыре провинции. Цираллум при этом оказался в провинции Европа. В ходе начавшихся после смерти Диоклетиана гражданских войн времён тетрархии 30 апреля 313 года вблизи Цираллума произошла битва между войсками тетрархов Лициния и Максимина.
Город подвергся нашествию и разграблению Аттилой в 443 году. После этого диоцез Фракия был расформирован, и на оставшихся у империи территориях около 680 года сформирована фема Фракия, в составе которой Чорлу снова разграблен болгарами под предводительством Крума в 813 году. В результате IV крестового похода в 1204 году фема Фракия вошла в состав Латинской империи, и город снова подвергся разорению болгарами, половцами и влахами под предводительством болгарского царя Калояна Грекобойцы в 1206 году. После ликвидации Латинской империи в 1261 году Фракия вернулась под власть Византии.

### Османский период
В марте 1354 года старший внук Османа I Сулейман-паша Гази, воспользовавшись сильным землетрясением во Фракии, захватил большую византийскую крепость Галлиполи, которая охраняла самую узкую часть пролива Дарданеллы. Укрепившись там, Сулейман-паша и его соратники начали завоевание окрестных фракийских городов. В 1357 году они впервые взяли Цираллум, ставший пограничным городом, но в 1359 году византийскому императору Иоанну V удалось вернуть эту территорию. В 1361 году ставший султаном младший брат Сулеймана-паши Мурад I окончательно присоединяет Фракию и переносит столицу османов в Адрианополь (Эдирне). По завоевании все римские укрепления по приказу султана были срыты. На территорию Фракии начали переселяться жители Анатолии.
В 1362 году на захваченных османами европейских землях организуется Румелийское бейлербейство (позднее эялет). После завоевания Константинополя в 1453 году в Румелийском бейлербействе создаётся санджак Визе, в который вошла каза Чорлу. В ходе дальнейших административных реформ санджак переподчинялся эялету Силистра (с XVII века), затем Эдирне (с 1846 года). В 1849 году центр санджака переместился в Текирдаг.

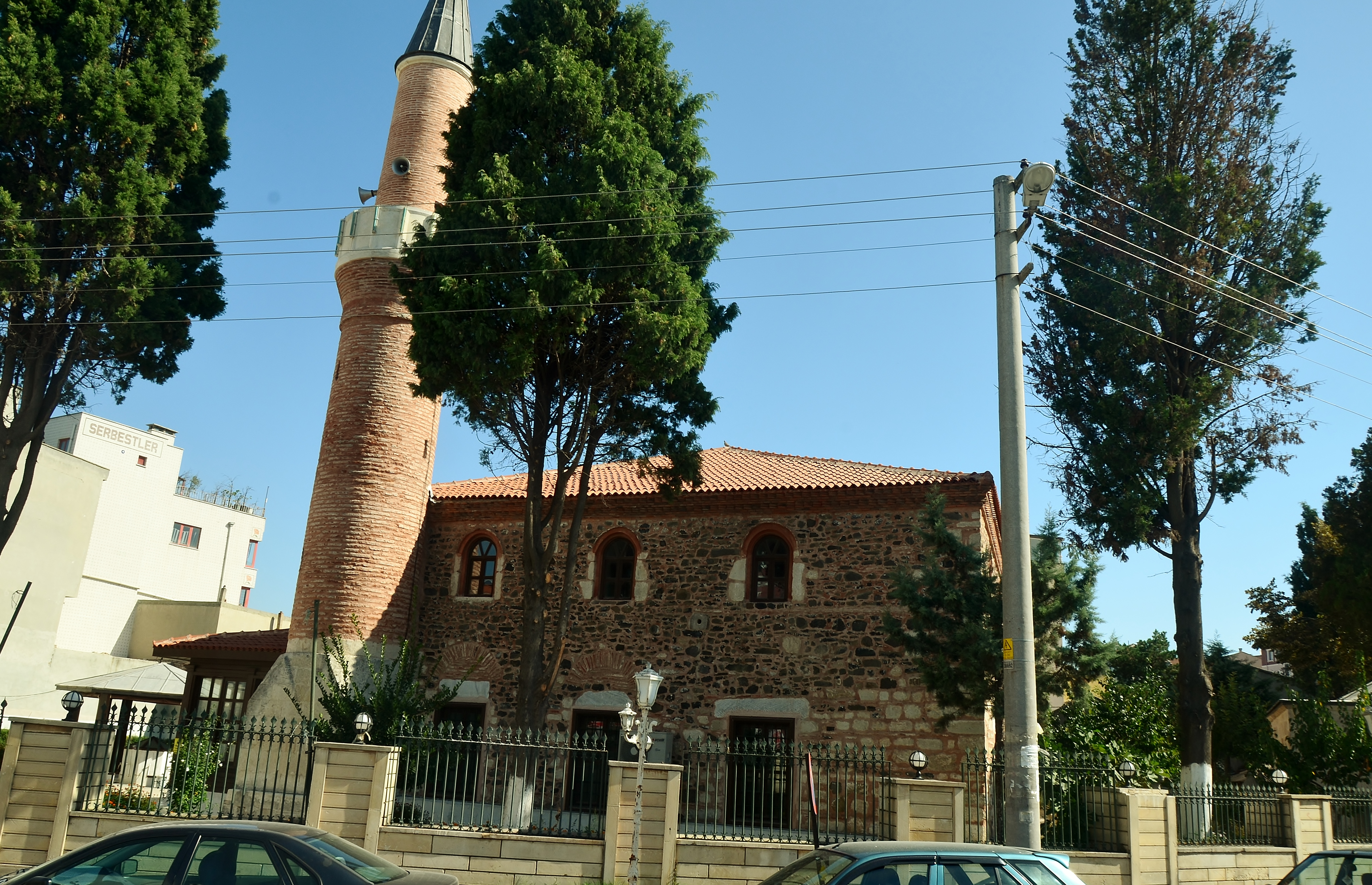
Мечеть Фатих в Чорлу (1453)

Дошедшая до наших дней первая каменная пятничная мечеть — старейшее здание Чорлу — построена в 1453 году кормилицей султана Мехмеда II Завоевателя Дайе-хатун и названа в его честь «Фатих».
В 1509 году Чорлу оказался в зоне разрушительного Стамбульского землетрясения (выше VII по шкале Медведева — Шпонхойера — Карника).
В августе 1511 года в ходе внутриосманских междоусобиц в битве под Чорлу султан Баязид II победил своего сына Селима I. Девять лет спустя Селим I умер в Чорлу по дороге в Эдирне, и на престол взошёл его сын Сулейман Великолепный. Во время его правления в Чорлу был построен комплекс мечети Сулеймание (1521) и мост через ручей Чорлу. Следующий Селим, третий сын Сулеймана Великолепного и Роксоланы, получивший прозвища «Пьяница» и «Светловолосый», чьи мечты о постройке канала между Волгой и Доном разбились об астраханский гарнизон Ивана Грозного, любил соколиную охоту в окрестностях Чорлу. Документы свидетельствуют о том, что традиция соколиной охоты здесь продолжалась и при его внуке Мехмеде III.
В конце XVIII века Чорлу стало одним из мест, где поселились члены династии Гиреев после аннексии Крымского ханства Российской империей. На кладбище при мечети Фатих сохранились могилы некоторых из них. Во время Крымской войны 1853—1856 годов в этом регионе снова были поселены турецкие беженцы, спасавшиеся от русских войск, а спустя 20 лет они российские солдаты добрались до них во время русско-турецкой войны 1877—1878 годов, когда регион был ненадолго оккупирован русскими войсками, и в городе разместилось около 15 тысяч солдат — больше, чем тогдашнее население всего города с окружающими его деревнями.

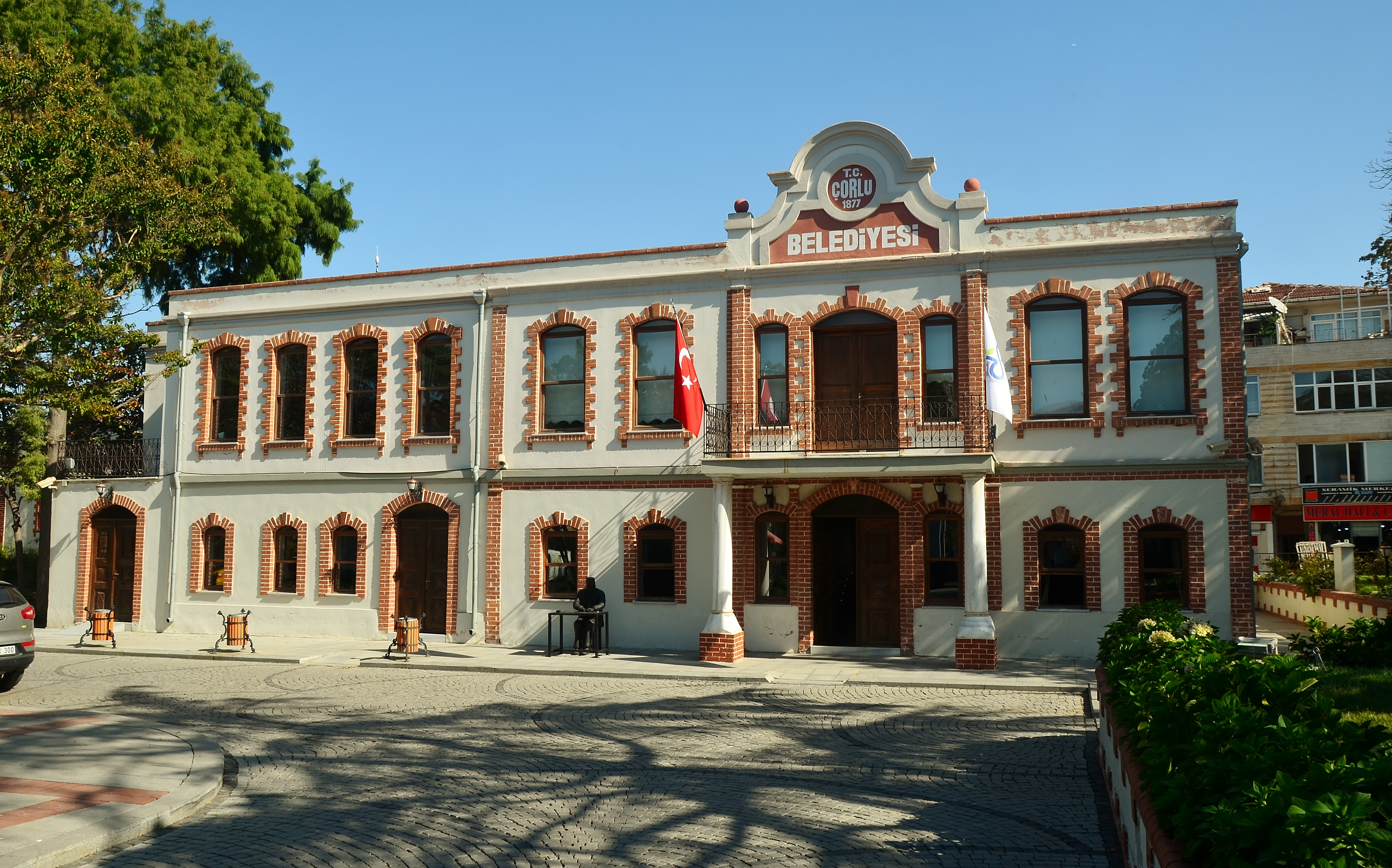
Старое здание мэрии Чорлу, в котором сейчас располагается музей восковых фигур

В 1911 году в Чорлу были расквартированы подразделения 3-го корпуса османской армии: штаб 8-й пехотной дивизии и её 22-й пехотный полк, 8-й полк полевой артиллерии, 8-й стрелковый батальон и дивизионный оркестр, а также 7-й кавалерийский полк 3-й кавалерийской бригады. Во время Первой Балканской войны в Чорлу размещался штаб османской армии, в декабре 1912 года город был взят болгарскими войсками. Османы вернули город в июле 1913 года в результате Второй Балканской войны. В 1915 году правительство младотурков депортировало армянское население региона. С июля 1920 по октябрь 1922 года город был оккупирован греческими войсками. Во всех оккупированных ими городах греки преследовали евреев (равно как и мусульман), а в Чорлу даже учинили погром. Согласно решениям Лозаннской конференции Греция передала Восточную Фракию туркам. Греческое население было вынуждено покинуть город, на его место приехали этнические турки и мусульмане (в том числе валахады и меглениты), переселённые из Болгарии и Греции (см. Греко-турецкий обмен населением).

### Турецкая республика
Вместе с Восточной Фракией Чорлу вошёл в состав Турецкой республики с момента её образования в 1923 году. В 1957 и 2012 годах из района Чорлу выделялись новые ильче: Муратлы и Эргене, — в результате чего территория района сократилась втрое.
В XX веке в город продолжили прибывать переселенцы из Анатолии, этнические турки и мусульмане из соседних стран. Особенно много переселенцев из ранее принадлежавших Османской империи регионов Румелии появилось в конце века: из Болгарии вследствие кампаний по «болгаризации» 1950—1951, 1968—1978 и 1989 годов и из бывшей Югославии после начала косовского конфликта в 1998 году. Новая волна беженцев пришлась на начало XXI века: сначала из Сирии после начала там гражданской войны в 2011 году, а затем и из турецких регионов, пострадавших от разрушительного землетрясения 2023 года.

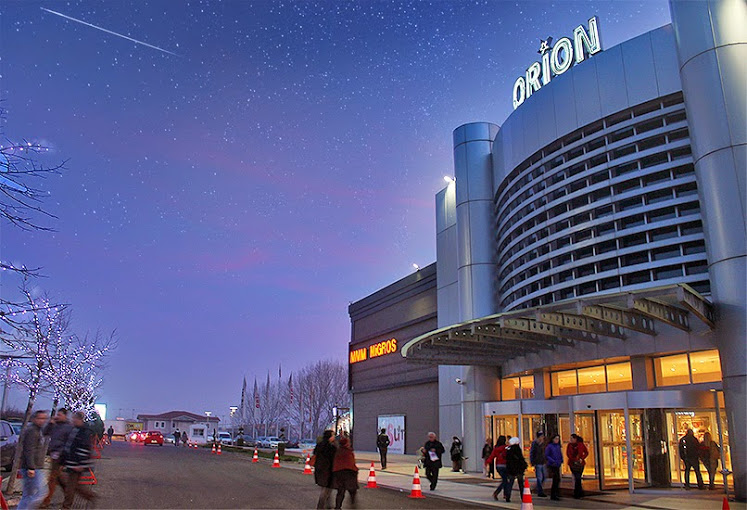
ТЦ Orion

Однако основная часть роста пришлась на внутреннюю миграцию в результате промышленного бума в регионе, начавшегося во второй половине XX века, в результате которого на сегодняшний день в регионе действуют более 800 производственных компаний, преимущественно расположенных на территориях пяти организованных промышленных и одной свободной зоны, а также технопарка. Близость к Европе и Стамбулу, облегчённый режим торговли с Евросоюзом и наличие удобных транспортных коридоров обусловливает большой объём грузоперевозок и привлекательность региона для прямых иностранных инвестиций.
Бурное жилищное строительство для обеспечения жильём сотрудников предприятий вызвало существенный рост территории города преимущественно на восток от исторического центра и образование второго центра вокруг двух крупных торговых комплексов, Orion и Trend Arena.
В целях обеспечения предприятий региона инженерными кадрами в 1992 году в Чорлу был организован инженерный факультет Фракийского университета, переданный в 2006 вновь организованному Текирдагскому университету им. Намыка Кемаля.

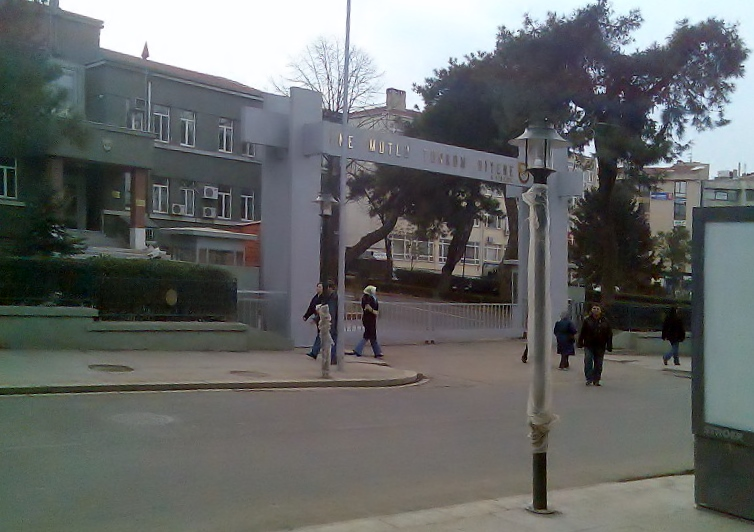
Штаб 5-го армейского корпуса

В Чорлу расквартированы несколько армейских формирований, в том числе штаб 5-го армейского корпуса 1-й армии и его 105-й артиллерийский полк.
Промышленный бум в Чорлу и соседних ильче Черкезкёй и Капаклы, а также близость Стамбула обусловливают значительную маятниковую миграцию.

## География
Чорлу расположен в 38 км от центра провинции на 41°07′30″ восточной долготы, 27°45′ северной широты на плато высотой 150—180 м над уровнем моря в бассейне реки Эргене в самом центре Восточной Фракии. Наивысшая точка над уровнем моря высотой 193 м относится к горному массиву Йылдыз (Странджа). На севере граничит с ильче Эргене и Черкезкёй, на западе — Сулейманпаша и Муратлы, на юге — Мармара-Эреглиси, а на востоке — со стамбульским районм Силиври. Площадь района 409 км², население 294 020 чел. (2023).
На северо-западе района протекает ручей Чорлу, стекающий с восточных склонов горного массива Йылдыз и питающийся преимущественно сезонными ручьями и дождевой водой. В 30 км к западу от Чорлу в районе деревни Инанлы (район Муратлы) ручей Чорлу впадает в реку Эргене, приток Марицы — одной из крупнейших рек Балканского полуострова. К сожалению, в него попадают отходы многочисленных текстильных, машиностроительных, кожевенных, химических, косметических и красильных производств, расположенных в районах Капаклы, Черкезкёй и Чорлу, вследствие чего ручей источает неприятные запахи. Ведущиеся работы по очистке ручья и построенные кожевенными фабриками очистные сооружения пока не сумели существенно изменить ситуацию. Тем не менее, потребности района в питьевой воде полностью удовлетворяются 38 артезианскими скважинами. Реклама Tekirdağ Rakı утверждает, что именно уникальный вкус артезианской воды из Чорлу придаёт местному ракы его премиальный вкус.
Имеющиеся в районе запасы песка и камня полностью покрывают потребности строительной отрасли Восточной Фракии.

### Климат
Климат Чорлу — средиземноморский умеренный с сухим тёплым летом (тип Csa по Кёппену). В силу своей относительной удалённости от побережий Чёрного и Мраморного морей здесь выпадает наименьшее количество осадков в Восточной Фракии — 545 мм (кг/м²), 40 % которых приходится на зимний период, 30 % — на осенний, 20 % — на весну и ещё 10 % — на лето. Преимущественное направление ветра — ССВ, средняя скорость — 3,6 м/с. Осадки же преимущественно приносят юго-западные и южные ветра лодос и кыбле, снег — северный караель. Холодные черноморские воздушные массы с севера и влажные мраморноморские с юга определяют климатическую структуру региона, соответствующую средиземноморской (дубовой) саванне.
| Показатель                                                                | Янв.  | Фев.  | Март  | Апр.  | Май   | Июнь  | Июль  | Авг.  | Сен.  | Окт.  | Нояб. | Дек.  | Год    |
| ------------------------------------------------------------------------- | ----- | ----- | ----- | ----- | ----- | ----- | ----- | ----- | ----- | ----- | ----- | ----- | ------ |
| Средний суточный максимум, °C                                             | 7,2   | 8,7   | 12,1  | 17,2  | 22,6  | 27,4  | 29,7  | 29,7  | 25,4  | 19,8  | 14,1  | 9,0   | 18,6   |
| Средняя температура, °C                                                   | 3,8   | 4,6   | 7,3   | 11,6  | 16,7  | 21,3  | 23,5  | 23,5  | 19,5  | 14,8  | 10,0  | 5,5   | 13,6   |
| Средний суточный минимум, °C                                              | 0,8   | 1,4   | 3,4   | 6,9   | 11,6  | 15,7  | 17,7  | 18,0  | 14,5  | 10,8  | 6,5   | 2,6   | 9,2    |
| Среднее число дней с осадками                                             | 8,1   | 7,1   | 7,2   | 6,2   | 5,9   | 5,4   | 3,3   | 2,5   | 4,4   | 5,7   | 6,3   | 8,8   | 70,9   |
| Норма осадков, мм                                                         | 53,88 | 55,57 | 51,00 | 44,87 | 48,68 | 46,41 | 29,76 | 18,10 | 41,90 | 69,62 | 62,77 | 69,62 | 592,18 |
| Средняя влажность, %                                                      | 86,0  | 83,2  | 79,2  | 74,6  | 73,1  | 70,8  | 68,8  | 71,4  | 73,7  | 79,8  | 83,6  | 85,7  | 77,5   |
| Источник: Национальное управление океанических и атмосферных исследований |       |       |       |       |       |       |       |       |       |       |       |       |        |

## Население

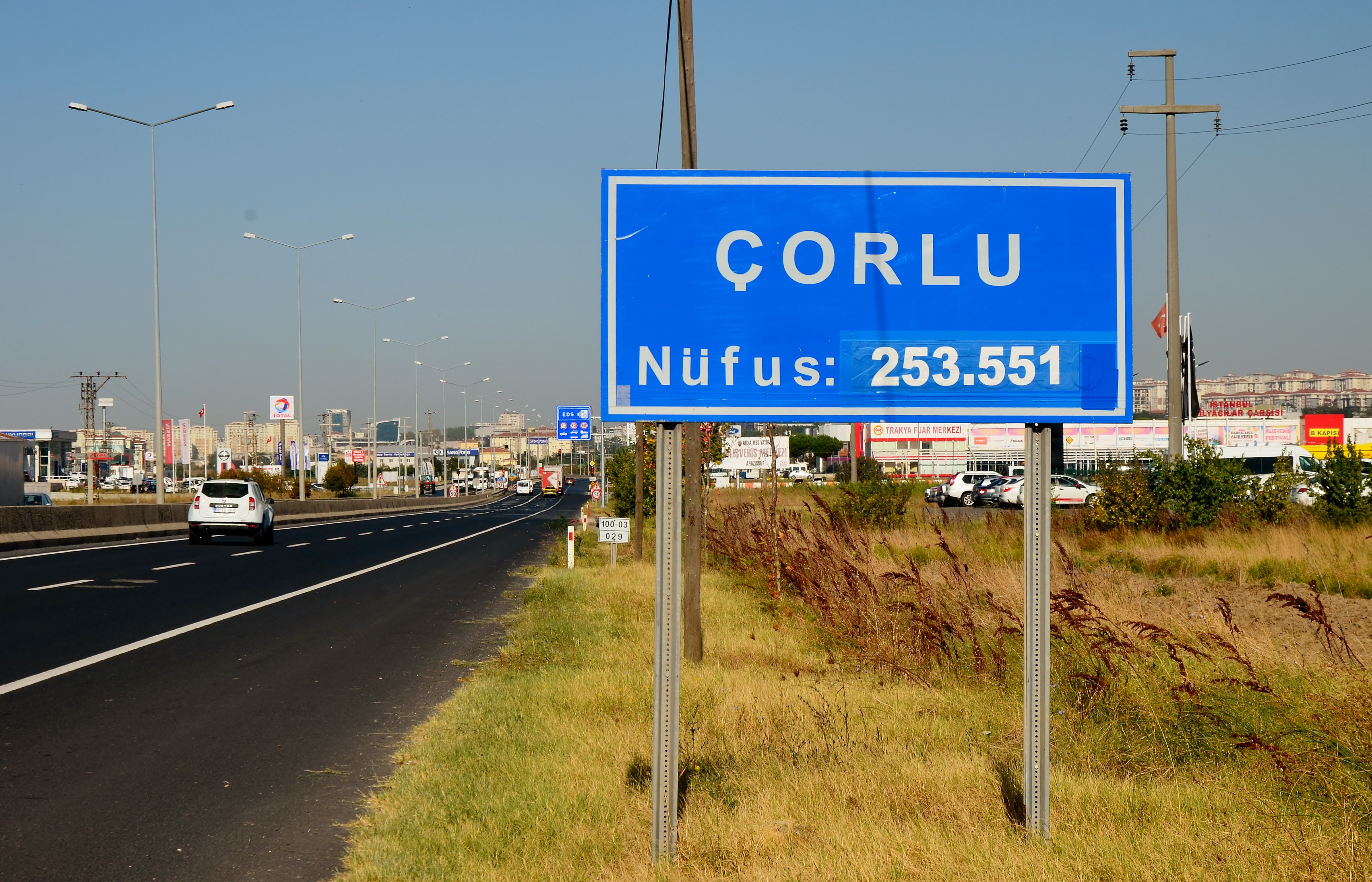
Знак на шоссе D100 на въезде в город со стороны Силиври, 2015 год

В 1434 году французский шпион и пилигрим Бертрандон де ла Брокьер сообщал о том, что городе живут как греки, так и турки. В XVII веке известный путешественник Эвлия Челеби в своей «Книге странствий» писал, что в Чорлу и окрестностях было 15 турецких махалля и, соответственно, 15 пятничных мечетей и куллие (социальных комплексов) при них. Посетивший Чорлу в 1762 году хорватский учёный-иезуит Руджер Иосип Бошкович в своём дневнике пишет, что в городе около 3 000 турецких, 250 греческих, 100 армянских и 10 еврейских семейств; три пятничных мечети, греческая и армянская церкви, медресе и хан. Как пишет участник русско-турецкой войны 1877—1878 годов, в городе «…есть православный греческий монастырь и небольшая кладбищенская церковь; есть армяно-католический костёл и две турецкие мечети». «Две мечети» — это, очевидно, Фатих и Сулеймание. Оставшиеся мечети, упоминаемые Эвлиёй Челеби, возможно, не были каменными и (или) не выделялись своими минаретами, отчего не были замечены автором заметок. Перепись 1892 года среди 11 101 жителя города Чорлу в 3 389 домохозяйствах, расположенных в 12 махалля и 38 деревнях, указывает 3 813 армян, 3 613 мусульман, 3 023 греков, 295 болгар, 288 иудеев и 69 католиков, а в 1912 году в городе и районе проживало 13 500 турок, 11 100 греков, 1 600 армян и 1 300 евреев. При этом следует помнить, что османские переписи учитывали не национальную самоидентификацию, а вероисповедание семейства.
Депортация армян младотурками в 1915 году, преследование евреев греками в период греческой оккупации 1920—1922 годов, греко-турецкий обмен населением 1923 года, активная внутренняя миграция из восточных регионов Турции на вновь создаваемые в результате промышленного бума рабочие места и переселение этнических турок из бывших европейских владений Османской империи (см. выше) полностью изменили состав населения района.
| 1831     | 1914     | 1927     | 1935     | 1940     | 1945     | 1950     |
| -------- | -------- | -------- | -------- | -------- | -------- | -------- |
| 3027     | ↗20 202  | ↘19 466  | ↗40 038  | ↗50 893  | ↘46 540  | ↗51 712  |
| 1955     | 1960     | 1965     | 1970     | 1975     | 1980     | 1985     |
| ↗63 186  | ↘51 770  | ↗55 645  | ↗59 346  | ↗66 453  | ↗77 921  | ↗89 124  |
| 1990     | 2000     | 2007     | 2008     | 2009     | 2010     | 2011     |
| ↗104 303 | ↗179 033 | ↗225 244 | ↗236 682 | ↗243 285 | ↗252 974 | ↗264 567 |
| 2012     | 2013     | 2014     | 2015     | 2016     | 2017     | 2018     |
| ↗273 362 | ↘225 540 | ↗235 630 | ↗245 588 | ↗253 551 | ↗260 437 | ↗262 862 |
| 2019     | 2020     | 2021     | 2022     | 2023     | 2024     |          |
| ↗270 944 | ↗279 251 | ↗284 907 | ↗290 155 | ↗294 020 | ↗300 296 |          |

Примечание: в 1957 году из района Чорлу был выделен новый район Муратлы, в конце 2012 года — Эргене (см. выше).

### Махалля
Территория района Чорлу делится на 26 махалля, население по которым распределено весьма неравномерно: наиболее населёнными являются махалля в историческом центре и вокруг него, меньшая плотность наблюдается в новых районах города с более комфортабельной застройкой, наименьшая — в сельской местности.
| Махалля                          | Население, чел. (2024) |
| -------------------------------- | ---------------------- |
| Алипаша (тур. Alipaşa)           | 10914                  |
| Дерегюндюзлю (тур. Deregündüzlü) | 100                    |
| Джемалие (тур. Cemaliye)         | 10002                  |
| Джумхуриет (тур. Cumhuriyet)     | 945                    |
| Енидже (тур. Yenice)             | 2180                   |
| Зафер (тур. Zafer)               | 9554                   |
| Казымие (тур. Kazımiye)          | 11446                  |
| Кемалеттин (тур. Kemalettin)     | 17293                  |
| Максутлу (тур. Maksutlu)         | 68                     |
| Мухиттин (тур. Muhittin)         | 39197                  |
| Нусратие (тур. Nusratiye)        | 21626                  |
| Онерлер (тур. Önerler)           | 4946                   |
| Решадие (тур. Reşadiye)          | 34602                  |
| Румели (тур. Rumeli)             | 11889                  |
| Сарылар (тур. Sarılar)           | 363                    |
| Сеймен (тур. Seymen)             | 1051                   |
| Силахтарага (тур. Silahtarağa)   | 3130                   |
| Тюркгюджю (тур. Türkgücü)        | 1051                   |
| Хавузлар (тур. Havuzlar)         | 11662                  |
| Хатип (тур. Hatip)               | 8138                   |
| Хыдырага (тур. Hıdırağa)         | 8807                   |
| Хюрриет (тур. Hürriyet)          | 16941                  |
| Чобанчешме (тур. Çobançeşme)     | 15893                  |
| Шахпаз (тур. Şahpaz)             | 530                    |
| Шейхсинан (тур. Şeyhsinan)       | 42826                  |
| Эсентепе (тур. Esentepe)         | 15135                  |

## Образование
В районе действуют более 250 образовательных учреждений, в том числе 36 начальных школ (ilkokul) и школ среднего звена (ortaokul), 21 учреждение общего среднего образования (lise) и 28 профессионально-технических училищ, в которых работают 2 100 преподавателей и обучаются 56 617 учащихся.
В целях обеспечения предприятий региона инженерными кадрами с 1992 года в Чорлу существует кампус инженерного факультета Текирдагского университета, готовящий инженеров-строителей, механиков, экологов, электротехников и электроников, специалистов для текстильной промышленности и биомедицины.

## Транспорт

### Автотранспорт
Непосредственно через город пролегает шоссе D100, параллельно ему к северу от города проходит трасса O3, являющиеся частью трансъевропейского маршрута E80 Лиссабон — Гюрбулак и азиатского маршрута AH1 Токио — Капыкуле.
Развитое междугородное автобусное сообщение связывает Чорлу со многими регионами Турции, а также соседними Болгарией и Грецией. Наиболее востребованным, разумеется, является стамбульское направление: автобусы большой, средней и малой вместимости нескольких перевозчиков постоянно курсируют между Чорлу и различными районами Стамбула: международным аэропортом Стамбула, курортным городком Силиври, конечной остановкой метробуса в Бейликдюзю, автовокзалами Эсенлер и Алибекёй, Кадыкёем и Гебзе. Большинство автобусов отправляется с городского автовокзала, расположенного в историческом центре города. На пересечении трассы D100 и шоссе Черкезкёй — Чорлу строится новый автовокзал.

### Железная дорога

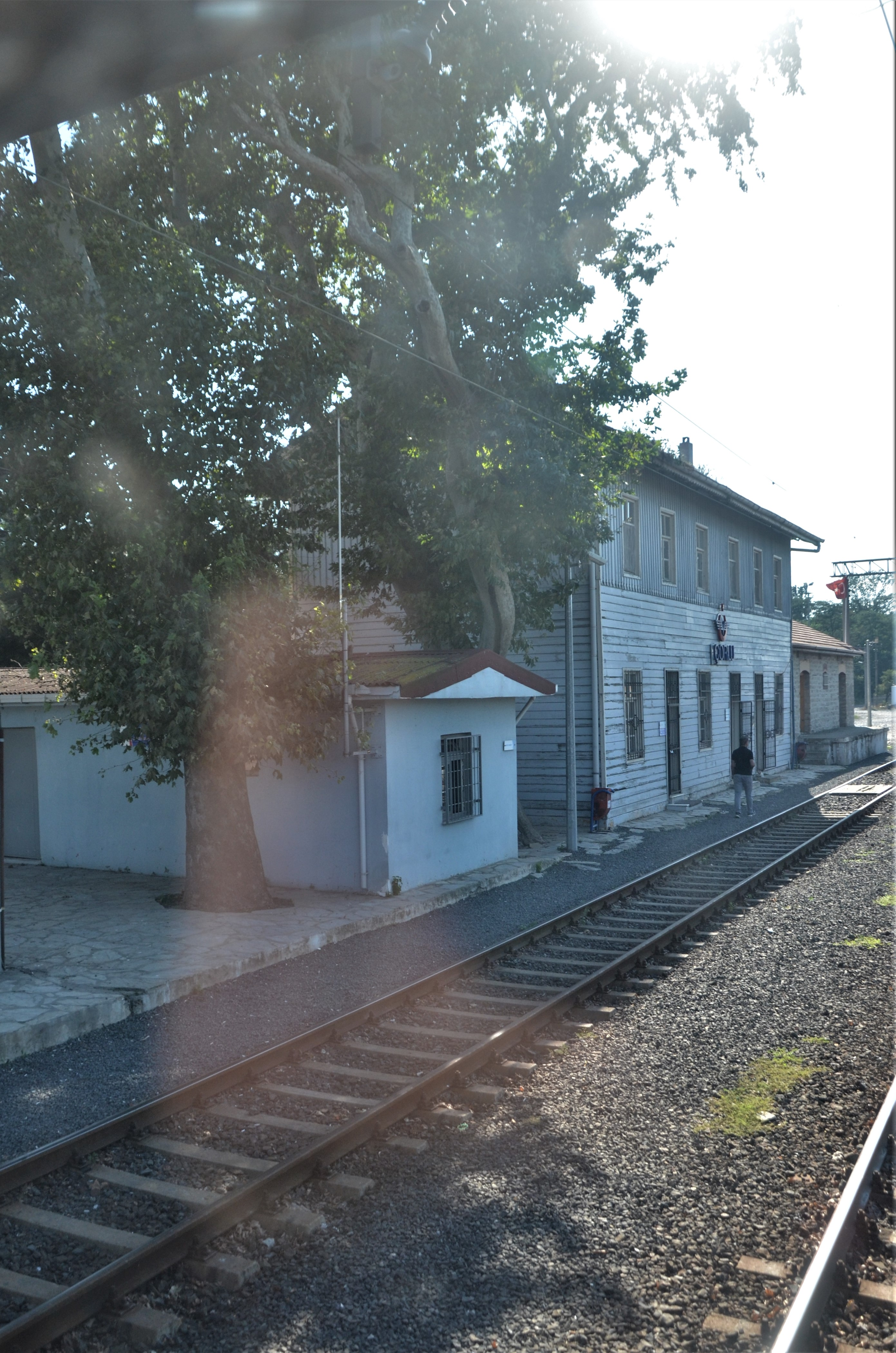
Железнодорожная станция Чорлу

Железнодорожная станция Чорлу на линии стамбульский вокзал Сиркеджи — греческий Питион (участка исторической Румелийской железной дороги, по которой курсировал знаменитый Восточный экспресс), расположена на западной окраине города и действует с 1873 года. В настоящее время линия и станция преимущественно используются в грузовом сообщении промышленными предприятиями региона, поскольку относительная удалённость станции от жилых кварталов позволяет осуществлять обработку опасных грузов. На станции Чорлу совершают остановку региональные пассажирские поезда сообщением Стамбул (Халкалы) — Эдирне, Халкалы—Капыкуле, Халкалы—Узункёпрю. На станции Халкалы путешественники могут осуществить пересадку на городскую электричку Мармарай, связывающую весь Стамбул с запада на восток, и поезда, следующие на восток в направлении Эскишехира и Анкары. Проходящий через Чорлу поезд международного сообщения Халкалы — София на станции не останавливается, ближайшая к Чорлу остановка — Черкезкёй. Строящаяся скоростная железная дорога, которая свяжет Стамбул с Европой, также пройдёт через Черкезкёй — существенно севернее — и не затронет Чорлу.
Вечером 8 июля 2018 года в районе деревни Сарылар, не доехав около 10 км до станции Чорлу, пассажирский поезд Капыкуле—Халкалы сошёл с рельс, в результате чего из 362 находившихся в нём 25 человек погибли и 317 пострадали. Расследование показало, что насыпь размыло сильным ливнем, прошедшим за пару часов до прохода поезда, и локомотив с первым вагоном на скорости 100—110 км/ч смогли преодолеть опасный участок, а следующие пять полностью сошли с рельс и перевернулись. 25 апреля 2024 года 1-м уголовным судом Чорлу по тяжким преступлениям девятеро ответственных железнодорожников были признаны виновными в халатности, приведшей к трагедии, и приговорены в общей сложности к 108 годам тюремного заключения.

### Аэропорт

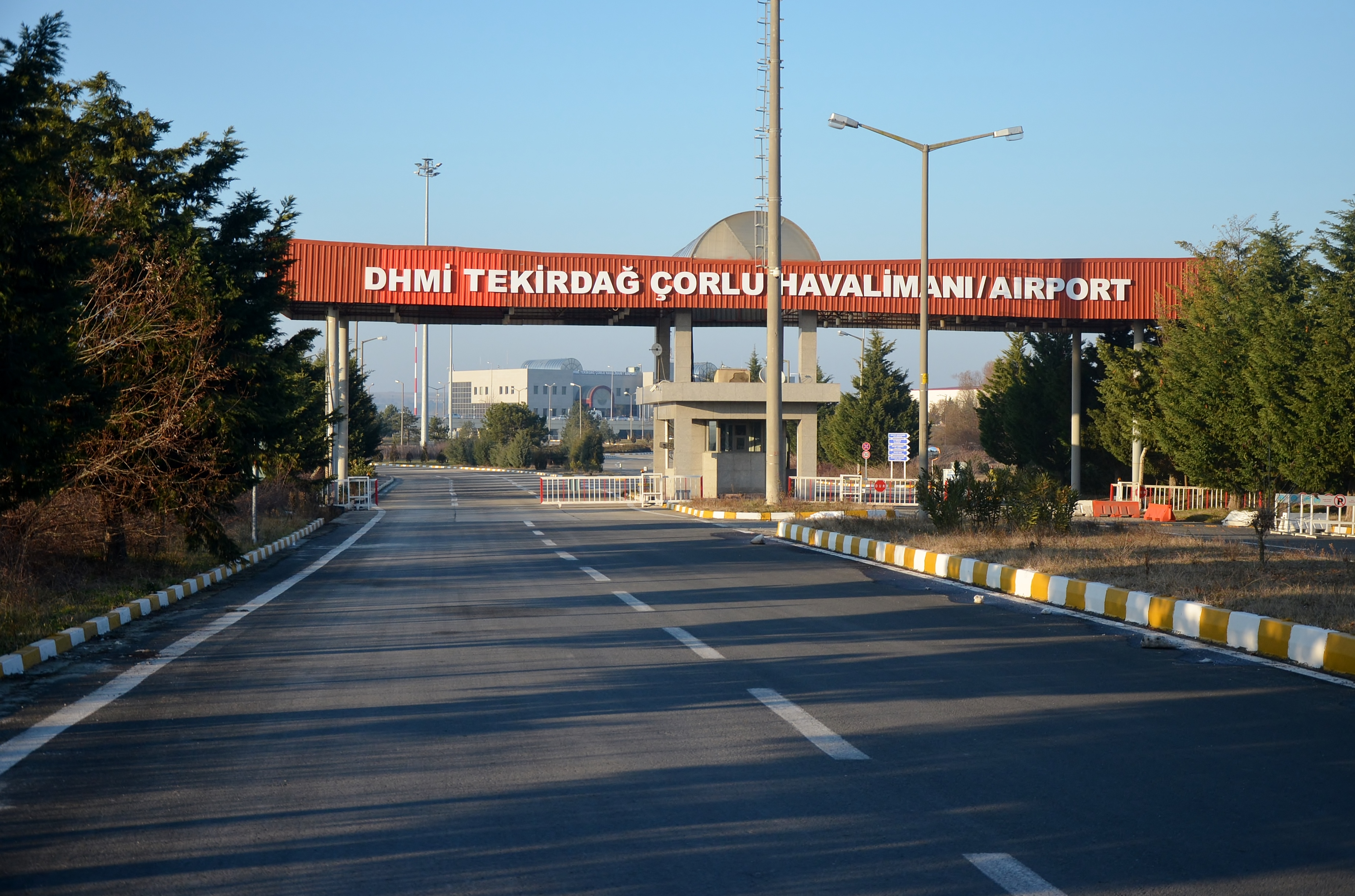
Въезд на территорию аэропорта Текирдаг-Чорлу

На территории ильче расположен аэропорт совместного базирования Текирдаг-Чорлу им. Ататюрка (TEQ). Пассажирские перевозки аэропорта невелики: в 2023 году он обслужил лишь 32 377 пассажиров (0,015 % суммарных перевозок турецких аэропортов). В настоящее время авиакомпания Pegasus дважды в неделю: по понедельникам и пятницам — выполняет из него регулярные рейсы в Анкару. Аэропорт также обслуживает сезонные, чартерные, частные и грузовые рейсы и является тренировочной базой авиакомпании Turkish Airlines и одной из основных авиабаз ВВС Турции. 6 декабря 2019 года на аэродроме Чорлу был осуществлён первый полёт турецкого ударного БПЛА «Байрактар Акынджы», оснащённого украинским турбовинтовым двигателем АИ-450С.
Международный аэропорт Стамбула (IST) расположен в 90 км к востоку от Чорлу.

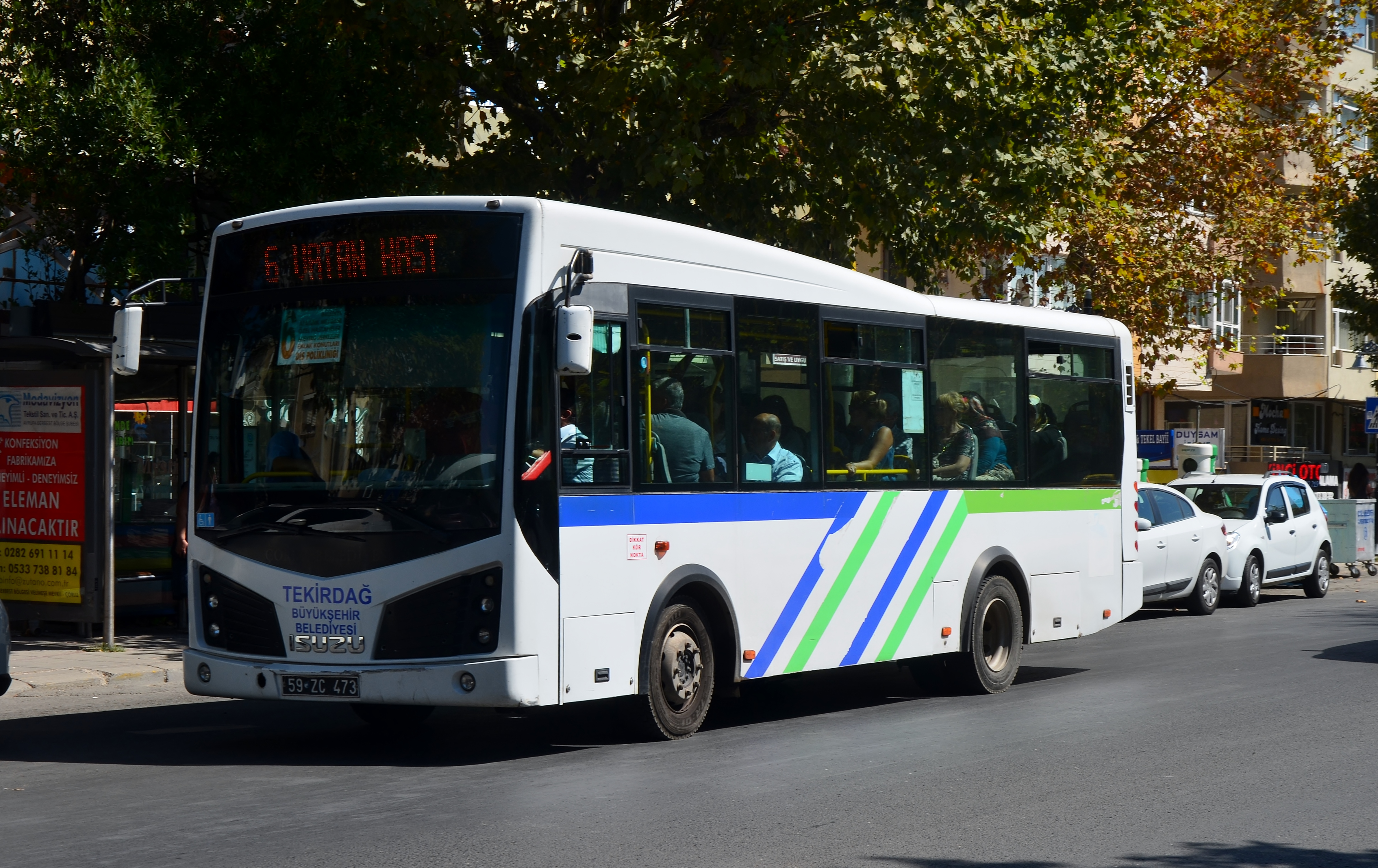
Городской автобус в Чорлу

### Городской транспорт
Район обслуживается 19 внутригородскими и пригородными автобусными маршрутами текирдагского муниципального предприятия Tekulaş, ещё один маршрут проходит через ильче и связывает Капаклы, Черкезкёй и Чорлу с центром иля. Транспортная доступность предприятий и организаций региона обеспечивается многочисленными транспортными компаниями, осуществляющими заказные служебные автобусные перевозки.
В городе действуют полтора десятка стоянок такси, многие из которых также подключены к приложению BiTaksi.

## Власть
Муниципалитет Чорлу возглавляет избираемый мэр (тур. belediye başkanı). С 2018 года этот пост занимает представитель Республиканской народной партии Ахмет Сарыкурт, происходящий из семьи болгарских турок.
Меджлис (совет, тур. belediye meclisi) Чорлу состоит из мэра и 37 членов. Большинство (27 чел.) также представляют Республиканскую народную партию. Правящая Партия справедливости и развития имеет 9 мест; ещё 2 места занимают депутаты от ультраправой Партии националистического движения.
Каймакамом Чорлу (руководителем районной администрации, подчиняющимся губернатору провинции — вали) с 4 сентября 2023 года назначен Мурат Эрен.

## Города-побратимы
- Бобруйск, Беларусь[72]
- Бугойно, Босния и Герцеговина[72]
- Дулово, Болгария[72]
- Крушари, Болгария[72]
- Куманово, Северная Македония[72]
- Кырджали, Болгария[72]
- Путянь, Китай[72]
- Тутракан, Болгария[72]

## Известные уроженцы, жители
- Мария Бранкович-Котроманич (ок. 1447, Смедерево — ок. 1500, Чорлу) — дочь сербского деспота Лазаря Бранковича и дочери морейского деспота Фомы Палеолога Елены, супруга последнего правителя средневековой Сербии и Боснии Степана Томашевича. В 1463 году султан Мехмед II пленил и обезглавил короля Степана, овдовевшая 16-летняя королева Мария бежала. Согласно «Падению Константинополя в 1453 году» Стивена Рансимена, она позже вошла в гарем неназванного турецкого генерала[73], но другие источники эту информацию не подтверждают[74]. После 1498 года проживала в поместье своего дяди Мануила Палеолога под Чорлу, где и умерла около 1500 года[74].
- Селим I (1465, Амасья — 1520, Чорлу) — девятый султан и 88-й халиф. Будучи старшим сыном Баязида II, потерпел от него поражение в междоусобной битве при Чорлу в 1512 году, однако спустя год добился отречения отца и вступил на престол. Восемь лет спустя умер в Чорлу по пути в Эдирне от скоротечной болезни.
- Эметуллах Гюльнуш-султан (ок. 1640—1642, Ретимнон — 5—6 ноября 1715, Эдирне) — главная жена (баш-хасеки) султана Мехмеда IV, мать султанов Мустафы II и Ахмеда III; одна из двух женщин в истории Османской империи, занимавших пост валиде-султан при двух сыновьях. Рассказывают, что Мустафа демонстративно преклонялся перед матерью и однажды даже запретил кому-либо останавливаться в доме в Чорлу, где она провела ночь на пути из Стамбула в Эдирне[75].
- Чорлулу Дамат Али-паша (1670, Чорлу — 1711, Лесбос) — крупный государственный деятель Османской империи, великий визирь (3 мая 1706 — 15 июня 1710). Родился в Чорлу, оттого и прозывался «Чорлулу» (тур. «из Чорлу»).
- Чорлулу Кёсе Бахир Мустафа-паша (?, Чорлу — апрель 1765, Лесбос) — османский государственный деятель, трижды великий визирь Османской империи (1 июля 1752 — 17 февраля 1755, 1 апреля 1756 — 3 декабря 1756, 1 ноября 1763 — 30 марта 1765). Как и Дамат Али-паша, родился в Чорлу и прозывался «Чорлулу».
- Перч Карлович Агасян (1908, Чорлу — 1997, Москва) — советский и российский электрохимик, педагог, доктор химических наук, профессор кафедры аналитической химии химического факультета Московского государственного университета им. М. В. Ломоносова. Родился в Чорлу.
- Асрор Гафуров (30 января 1995 года, Сурхандарьинская область, Узбекистан) — узбекистанский футболист. В 2016—2017 годах сыграл 25 матчей в составе команды «Чорлуспор[англ.]».